# Sébocystomatose
 Mise en garde médicale
Le stéatocystome multiplex est une affection congénitale bénigne autosomique dominante entraînant de multiples kystes sur le corps d'une personne. Le stéatocystome simplex est le pendant solitaire du stéatocystome multiplex.
Dans le stéatocystome multiplex, la tendance à développer des kystes est héritée de manière autosomique dominante, de sorte que l'on peut s'attendre à ce que le parent d'une personne atteinte du stéatocystome ait également un stéatocystome lui-même. Néanmoins, il peut également se produire sporadiquement. Les deux sexes peuvent être touchés.
Le début à la puberté est vraisemblablement dû à un stimulus hormonal de l'unité pilo-sébacée. Les kystes surviennent le plus souvent sur la poitrine, mais peuvent aussi se développer sur l'abdomen, le haut des bras, les aisselles et le visage. Dans certains cas, ils peuvent se développer sur l'ensemble du corps.
Les kystes sont pour la plupart petits (2 à 20 mm), mais ils peuvent atteindre plusieurs centimètres de diamètre. Ils ont tendance à être des bosses semi-translucides molles à fermes et contiennent un liquide huileux et jaune. Parfois, un petit point central peut être identifié et ils peuvent contenir un ou plusieurs poils. Ils peuvent générer des inflammations et nécessiter à ce titre une ablation, comme les nodules d'acné (voir acné nodulokystique et hidrosadénite suppurée). L'inflammation entraine une certaine douleur et un grossissement supplémentaire des kystes, jusque 4, voire 6 cm de diamètre. La zone autour du kyste peut devenir rouge et douloureuse au toucher, rendant le déplacement, la position assise, les mouvements intenses ou les activités quotidiennes difficiles et douloureuses.
On pense que les stéatocystomes proviennent d'une muqueuse anormale du canal sébacé.

## Causes
Associée à des défauts de la kératine 17, cette condition est héritée de manière autosomique dominante. Cela indique que le gène défectueux responsable d'un trouble est situé sur un autosome et qu'une seule copie du gène défectueux est suffisante pour provoquer le trouble, lorsqu'il est hérité d'un parent lui-même atteint du trouble.
Cependant, un cas solitaire peut également apparaître dans une famille sans antécédents en raison de la survenue d'une mutation (dite sporadique ou spontanée).

## Diagnostic
Il est difficile de diagnostiquer des maladies génétiques rares. Les professionnels de la santé examineraient une combinaison des antécédents médicaux, des symptômes, de l'examen physique et d'autres tests de laboratoire d'un patient pour éclairer leur diagnostic.

## Traitement
Les kystes peuvent être retirés par résection, bien que les techniques conventionnelles de résection des kystes se soient avérées peu pratiques et qu'un régime spécialisé soit nécessaire.
La cryothérapie et l'électroséchage peuvent également être essayés, mais comme il s'agit d'une maladie génétique, toutes ces modalités ont très peu d'effet, sinon aucun sur le long terme.
Les kystes individuels peuvent être enlevés chirurgicalement. Dans la plupart des cas, de petites incisions permettent d'extraire le kyste et son contenu par l'ouverture. S'il est attaché à la peau sous-jacente, une biopsie par excision peut être nécessaire. Les kystes peuvent également être éliminés par laser, électrochirurgie ou cryothérapie. L'inflammation peut être réduite avec des antibiotiques oraux. L'isotrétinoïne par voie orale n'est pas curative du syndrome par elle-même, mais peut temporairement réduire les kystes et leur inflammation.